# Chūgoku Denryoku

Versorgungsbereich

Chūgoku Denryoku K.K. (japanisch 中国電力株式会社, Chūgoku denryoku kabushiki kaisha; wörtlich: Elektrische Energie Chūgoku; kurz: 中電, Chūden oder EnerGia; engl. The Chugoku Electric Power Co., Inc.; kurz: CEPCO) ist einer der kleineren japanischen Energieversorger.
Der Versorgungsbereich umfasst die Region Chūgoku mit den Präfekturen Tottori, Shimane, Okayama, Hiroshima und Yamaguchi.

## Geschichte
Kurz vor Beginn des Zweiten Weltkriegs wurden im April 1939 alle stromerzeugenden Unternehmen verstaatlicht und 1942 zu neun Staatsunternehmen zusammengefasst. Auf Betreiben von Yasuzaemon Matsunaga, dem Vorsitzenden des Rates zur Reorganisation der Stromindustrie, ließen die Alliierten Besatzungsbehörden diese neun Unternehmen zum 1. Mai 1951 privatisieren, wobei eines davon die Chūgoku Denryoku war. Diese behielten zunächst ihre regionalen Monopole und ab der ineffektiven Liberalisierung des Strommarktes 1995 regionale Quasi-Monopole.

## Stromerzeugung
Das Kernkraftwerk Shimane gehört der CEPCO. Das Kernkraftwerk Kaminoseki ist in Bau und soll 2015 (Block 1) bzw. 2018 (Block 2) ans Netz gehen.
| Art      | Megawatt (2007) | Werke |
| -------- | --------------- | ----- |
| Hydro    | 4.700 (7 %)     | 97    |
| Thermal  | 56.200 (81 %)   | 12    |
| Nuklear  | 7.900 (11 %)    | 1     |
| Sonstige | 400 (1 %)       | ?     |

## Aktionäre
Der größte Anteilseigner waren zum 31. März 2018:
| Anteilseigner                         | Anteile in % |
| ------------------------------------- | ------------ |
| Nippon Trustee Service Shintaku Ginkō | 11,12        |
| Präfektur Yamaguchi                   | 9,87         |
| The Master Trust Bank of Japan        | 6,41         |
| Nippon Life Insurance                 | 4,36         |
| Eigene Aktie                          | 2,18         |
| The Hiroshima Bank                    | 1,70         |
| The San-In Godo Bank                  | 1,61         |
| State Street Corporation              | 1,46         |
| JPMorgan Chase                        | 1,13         |
| Mizuho Bank                           | 0,90         |

## Vorfälle
Am 31. Oktober 2006 berichtete die Zeitung Asahi Shimbun, dass die CEPCO Überwachungsprotokolle des Doyo-Damms gefälscht hat. Der Damm staut den Fluss Matano. Am 15. November wurde weiter bekannt, dass große Mengen Kühlwasser aus dem Kraftwerk Shimonoseki abgelassen wurden, ohne die notwendigen Protokolle einzuhalten, was das Unternehmen letztlich auch zugeben musste. Das ganze führte zu einem Skandal, da bereits Untersuchungen gegen Kansai Denryoku, Tōhoku Denryoku und Japan Atomic Power Company liefen. Die Unternehmen hatten Daten aus der Überwachung von Kernkraftwerken gefälscht.